# Цитохром P450
Цитохром P450 (цитохром P450-зависимая монооксигеназа, англ. cytochrome P450, CYP) — общее название ферментов семейства P450. Входят в класс гемопротеинов, относятся к цитохромам типа b. Цитохром P450, связанный с монооксидом углерода, имеет максимум поглощения света при длине волны 450 нм, что определило его название.
Цитохромы P450 обнаружены во всех без исключения царствах живых существ — у животных, растений, грибов, бактерий, архей. Эти белки отсутствуют только у облигатно анаэробных организмов. Описано около 11 500 белков системы CYP. P450 бактерий и архей растворён в цитоплазме, в эволюционном смысле это наиболее древняя форма цитохрома P450. У эукариотических организмов P450 являются мембранными белками.
Система цитохрома P450 участвует в окислении многочисленных соединений, как эндогенных, так и экзогенных. Ферменты этой группы играют важную роль в обмене стероидов, желчных кислот, ненасыщенных жирных кислот, фенольных метаболитов, а также в нейтрализации ксенобиотиков (лекарств, ядов, наркотиков).

## Реакции с участием системы цитохрома P450
Цитохром Р450-зависимые монооксигеназы катализируют расщепление различных веществ посредством гидроксилирования с участием донора электрона НАДФН и молекулярного кислорода. В этой реакции один атом кислорода присоединяется к субстрату, а второй восстанавливается до воды.
Ферменты семейства цитохрома P450, в отличие от остальных гемопротеинов, как правило, обладающих одним типом активности и строго определённой функцией, достаточно разнообразны по функциям, типам ферментативной активности, зачастую обладают малой субстратной специфичностью. P450 могут проявлять как монооксигеназную, так и оксигеназную активность, поэтому иногда относятся к оксидазам со смешанной функцией.
Оксигеназные реакции, катализируемые цитохромом Р450, весьма разнообразны. Одна из самых распространённых реакций окисления ксенобиотиков — окислительное деалкилирование, сопровождающееся окислением алкильной группы, присоединённой к атомам N, O или S. Этот процесс происходит в эндоплазматическом ретикулуме (ЭПР) гепатоцитов. Их субстратная специфичность невелика. Они наиболее эффективно катализирует окисление неполярных соединений с алифатическими или ароматическими кольцами. P450 печени, помимо прочего, участвует в окислении спиртов до соответствующих альдегидов. Гидроксилирование гидрофобных соединений улучшает их растворимость в воде и способствует выведению через почки. У разных людей набор цитохромов Р450 в ЭПР различается в силу генетических особенностей. В связи с этим изучение ферментативной системы Р450 имеет большое значение для фармакологии. Все другие ферменты семейства Р450 локализованы на внутренней митохондриальной мембране, и их каталитические центры обращены в сторону матрикса.
Другой распространённый тип реакций — гидроксилирование циклических соединений (ароматических, предельных и гетероциклических углеводородов). Ферменты семейства Р450 могут также катализировать реакции гидроксилирования алифатических соединений, N-окисление, окислительное дезаминирование, реакции восстановления нитросоединений.
Цитохромы P450 катализируют омега-окисление насыщенных жирных кислот, перекисное окисление ненасыщенных жирных кислот, гидроксилирование стероидных гормонов, желчных кислот и холестерина, биосинтез простагландинов и витамина D. Стероидогенные клетки содержат митохондрии, специализирующиеся на синтезе стероидов. Такие митохондрии обычно крупнее митохондрий клеток других тканей и имеют более развитую и извитую поверхность внутренней мембраны.

## Гены цитохрома P450 человека
У человека выявлено 57 генов и более 59 псевдогенов системы цитохрома P450. Они подразделяются на 18 семейств и 43 подсемейства. В таблице ниже номенклатура генов цитохромов P450 человека описана более подробно.
| Семейство | Функции                                                   | Состав                                   | Названия |
| CYP1      | метаболизм лекарств и стероидов (особенно эстрогена)      | 3 подсемейства, 3 гена, 1 псевдоген      | CYP1A1, CYP1A2, CYP1B1 |
| CYP2      | метаболизм лекарств и стероидов                           | 13 подсемейств, 16 генов, 16 псевдогенов | CYP2A6, CYP2A7, CYP2A13, CYP2B6, CYP2C8, CYP2C9, CYP2C18, CYP2C19, CYP2D6, CYP2E1, CYP2F1, CYP2J2, CYP2R1, CYP2S1, CYP2U1, CYP2W1        |
| CYP3      | метаболизм лекарств и стероидов (включая тестостерон)     | 1 подсемейство, 4 гена, 2 псевдогена     | CYP3A4, CYP3A5, CYP3A7, CYP3A43 |
| CYP4      | метаболизм арахидоновой кислоты                           | 6 подсемейств, 12 генов, 10 псевдогенов  | CYP4A11, CYP4A22, CYP4B1, CYP4F2, CYP4F3, CYP4F8, CYP4F11, CYP4F12, CYP4F22, CYP4V2, CYP4X1, CYP4Z1                                      |
| CYP5      | синтез тромбоксана A2                                     | 1 подсемейство, 1 ген                    | CYP5A1 (синтаза тромбоксана A2) |
| CYP7      | биосинтез желчных кислот, участие в метаболизме стероидов | 2 подсемейства, 2 гена                   | CYP7A1, CYP7B1 |
| CYP8      | различные                                                 | 2 подсемейства, 2 гена                   | CYP8A1 (синтез простациклина), CYP8B1 (биосинтез желчных кислот)                                                                         |
| CYP11     | биосинтез стероидов                                       | 2 подсемейства, 3 гена                   | CYP11A1, CYP11B1, CYP11B2 |
| CYP17     | биосинтез стероидов, 17-альфа гидроксилаза                | 1 подсемейство, 1 ген                    | CYP17A1 |
| CYP19     | биосинтез стероидов (ароматаза, синтезирующая эстроген)   | 1 подсемейство, 1 ген                    | CYP19A1 |
| CYP20     | не установлены                                            | 1 подсемейство, 1 ген                    | CYP20A1 |
| CYP21     | биосинтез стероидов                                       | 2 подсемейства, 1 ген, 1 псевдоген       | CYP21A2 |
| CYP24     | биодеградация витамина D                                  | 1 подсемейство, 1 ген                    | CYP24A1 |
| CYP26     | гидроксилирование ретиноловой кислоты                     | 3 подсемейства, 3 гена                   | CYP26A1, CYP26B1, CYP26C1 |
| CYP27     | различные                                                 | 3 подсемейства, 3 гена                   | CYP27A1 (биосинтез желчных кислот), CYP27B1 (1-альфа-гидроксилаза витамин D3, активирующая витамин D3), CYP27C1 (функция не установлена) |
| CYP39     | 7-альфа-гидроксилирование 24-гидроксихолестерола          | 1 подсемейство, 1 ген                    | CYP39A1 |
| CYP46     | холестерол 24-гидроксилаза                                | 1 подсемейство, 1 ген                    | CYP46A1 |
| CYP51     | биосинтез холестерола                                     | 1 подсемейство, 1 ген, 3 псевдогена      | CYP51A1 (14-альфа деметилаза ланостерола)                                                                                                |